# 한국의 지도

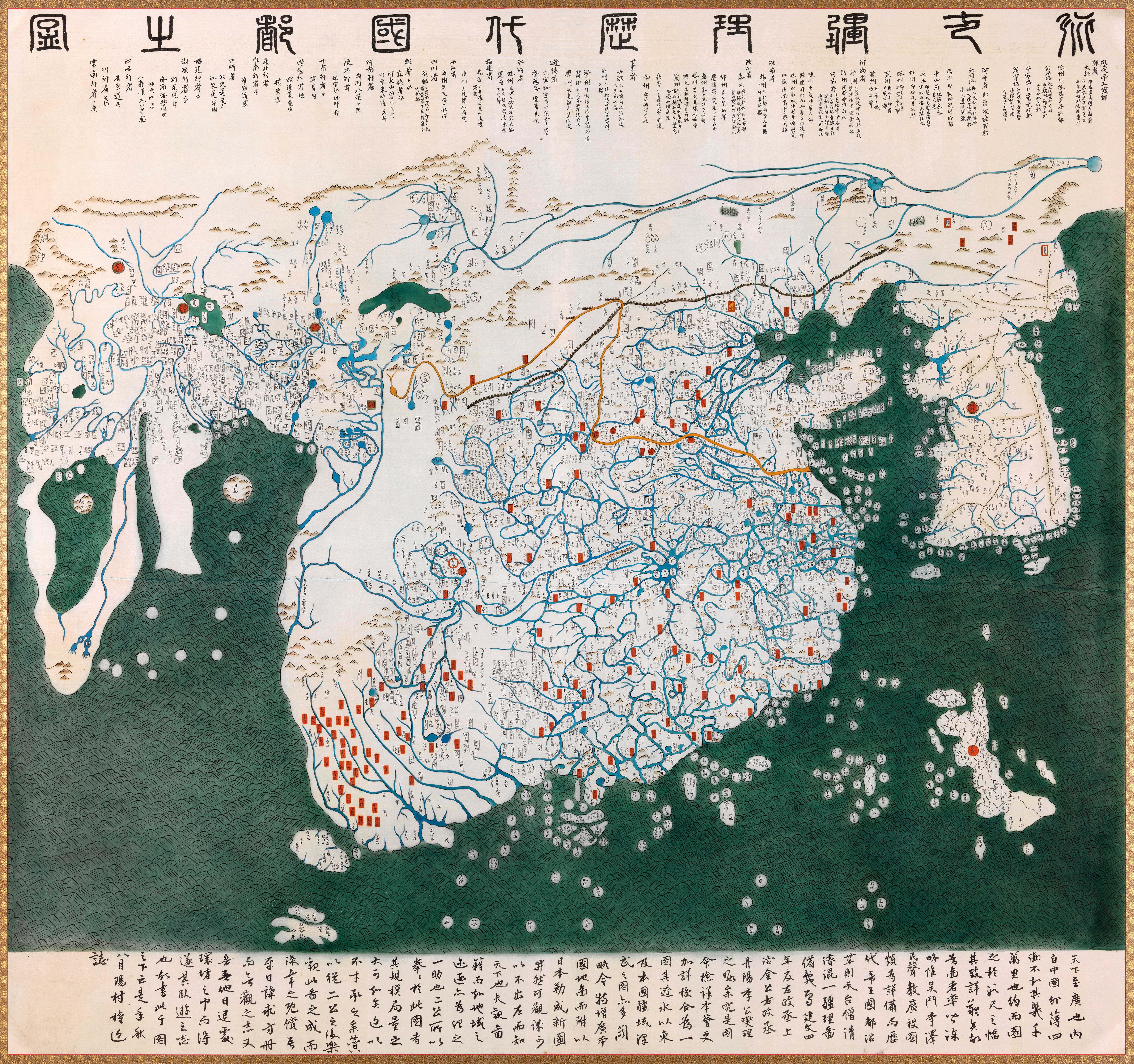
현존하는 가장 오래된 한국의 지도인 혼일강리역대국도지도 (1402년, 규장각 소장)

한국의 지도(韓國의 地圖)는 삼국시대 이전부터 제작되었으며, 고려와 조선 시대를 거치면서 세계지도와 방안선을 사용한 정밀한 지도를 제작할 수 있게 되었다. 20세기 후반부터는 현대식 지도가 만들어졌다.

## 시대별 지도

### 조선시대 이전
한국은 중국의 영향으로 지리 지식과 지도 제작 기술이 일찍부터 발달하여, 삼국시대에 이미 지도를 만들었다. 
고구려의 영류왕 때 〈봉역도(封域圖)〉가 있었다는 기록이 있다. 고려시대에는 윤보가 〈오천축국도(五天竺國圖)〉를 제작하여, 당시 고려 사람들이 가지고 있던 중국 중심의 세계 인식을 인도에까지 넓히는 데 기여했다.

### 조선시대
한국의 지도 제작에 본격적인 변화를 일으킨 것은 15, 16세기의 조선시대에 서양 문물이 들어오면서부터이다. 아라비아 지리학의 영향을 받은 프톨레마이오스식의 세계지도가 도입되면서 그 영향을 받은 지도가 만들어지게 되었다. 특히 1402년에 이회 등이 만든 〈혼일강리역대국도지도(混一疆理歷代國都之圖)〉는 중국 및 아라비아로부터 전해진 지식을 바탕으로 한 것인데, 동양 최초의 세계 지도로 알려져 있다. 현재 이 지도의 사본이 일본에 남아 있다.
조선시대 중기 이후에는 지도책이 발달하였다. 조선의 지도 가운데 축척과 방위가 정확한 대축척지도는, 1700년대에 정상기가 제작한 〈동국지도(東國地圖)〉로서 약 40만분의 1 축척의 도별(道別) 지도이다. 육로는 물론 해상로도 상세하게 표시되어 있는 이 지도는 현재 서울대학교 도서관에 보관되어 있다. 조선시대 지도의 발달은 1800년대에 이르러 김정호의 〈청구도(靑丘圖)〉와 〈대동여지도(大東輿地圖)〉의 제작으로 절정에 이르게 된다. 1834년에 완성된 청구도는 축척이 약 16만분의 1인 현대식 대축척지도의 성격을 띠는 지도책이다.〈대동여지도〉는 1861년에 완성된 것인데, 이 지도의 내용은 청구도와 큰 차이는 없으나, 지형이나 하천·교통로 등이 보다 상세하게 기록되어 있다. 김정호는 이 지도의 제작을 위해 우리나라 전역을 27년간이나 두루 돌아다니면서 관측했다고 한다.

### 근대
한국 최초의 현대식 지도는 1899년에 학부 편집국에서 간행한 〈대한전도(大韓全圖)〉로 경위선 좌표가 그려져 있다. 이후 한국의 지도는 일제에 의해서 만들어졌는데, 청·일 전쟁에 사용하기 위해 200만분의 1 지도를 완성하였고, 1910년부터 1915년 사이에 조선 총독부의 토지 조사국을 중심으로 우리나라의 측량을 완료하였다. 일제는 이를 바탕으로 1914년에서 1918년 사이에 조선 전역에 걸친 5만분의 1 지형도를 722개 완성했다. 도시 지역을 중심으로 2만 5,000분의 1, 2만분의 1, 1만분의 1 지도도 만들었다.

### 현대
1974년에 남한 전 지역에 걸친 2만 5000분의 1 지도가 762매로 완성되었다. 또한 1974년 11월에 국립건설연구소가 건설부 산하의 국립지리원으로 개편되면서 지도 제작 사업도 더욱 활발해졌다. 이때부터 주요 도시 및 개발 지역의 5,000분의 1 세밀도를 작성하기 시작하였으며, 그 후 국제적인 표준 도법에 의해서 220만분의 1 세계지도를 편집·발간하였다. 그리고 1989년에 대한민국의 자연·경제·사회·문화 등의 현황을 담은 주제도인 〈대한민국 국제 지도〉가 완성되는 등 한국의 지도 제작 기술은 비약적으로 발전했다.

## 같이 보기
- 대한민국의 지리